# Caleb Stetson
Caleb Stetson (6 de Janeiro de 1801 – Janeiro de 1885) foi um empresário e político americano da Comunidade de Massachusetts . Democrata, em 1852 foi eleito para atuar na Câmara dos Representantes de Massachusetts . Na sua legislação, ele foi o presidente do Comitê de Bancos da Câmara. Ele foi membro da Convenção Constitucional de Massachusetts de 1853 . Ele também foi um dos primeiros promotores e presidente da South Shore Railroad .  Ele perdeu sua propriedade no Grande incêndio de Boston. 